# Kanako Watanabe
Kanako Watanabe (jap. 渡部 香生子, Watanabe Kanako; * 15. November 1996 in Katsushika, Tokio) ist eine japanische Schwimmsportlerin, spezialisiert auf die Lage Brust. Sie ist aktuelle Weltmeisterin über 200 Meter Brust auf der Langbahn.

## Laufbahn
Kanako Watanabe begann mit 4 Jahren mit dem Schwimmen. 2011 gewann sie die Japan Open im 100- und 200-m-Brustschwimmen und erreichte bei den Japanischen Meisterschaften 2012 den zweiten Platz über 200 Meter Brust.
Zu den Olympischen Spielen 2012 in London reiste Watanabe als Fünfzehnjährige und damit jüngste Teilnehmerin Japans und schied im 1. Halbfinale über 200 Meter Brust aus.
Bereits bei den Kurzbahnweltmeisterschaften 2012 in Singapur hatte Watanabe eine Bronzemedaille auf ihrer Lieblingsstrecke 200 Meter Brust in 2:19,39 min gewonnen. Hier siegte Møller Pedersen (2:16,08 min, ER) vor der Amerikanerin Laura Sogar (2:16,93).
Zu erwähnen sind auch noch Gold und Silber bei den Pan Pacific Swimming Championships im Jahr 2014: Gold über 200 und Silber über 100 Meter Brust, auf letzterer Strecke um vier Hundertstelsekunden geschlagen von der Amerikanerin Jessica Hardy.
Bei den Kurzbahnweltmeisterschaften ein Jahr zuvor in Doha wurde es über die 200 Meter Brust ebenfalls Gold in 2:16,92 min vor Landsfrau Rie Kaneto (2:17,43) und der Dänin Rikke Møller Pedersen (2:17,83). Außerdem gab es mit der japanischen 4-mal-100-Meter-Lagenstaffel Bronze hinter Dänemark und Australien.
Watanabe gewann bei den Schwimmweltmeisterschaften 2015 im russischen Kasan die lange Bruststrecke in 2:21,15 min vor der Amerikanerin Micah Lawrence (2:22,44) und der Spanierin Jessica Vall (2:22,76). Über 200 Meter Lagen errang sie in 2:08,45 Silber hinter der Ungarin Katinka Hosszú (2:06,12, WR) und vor der Britin Siobhan-Marie O’Connor (2:08,77).